# Sikasso (Kreis)

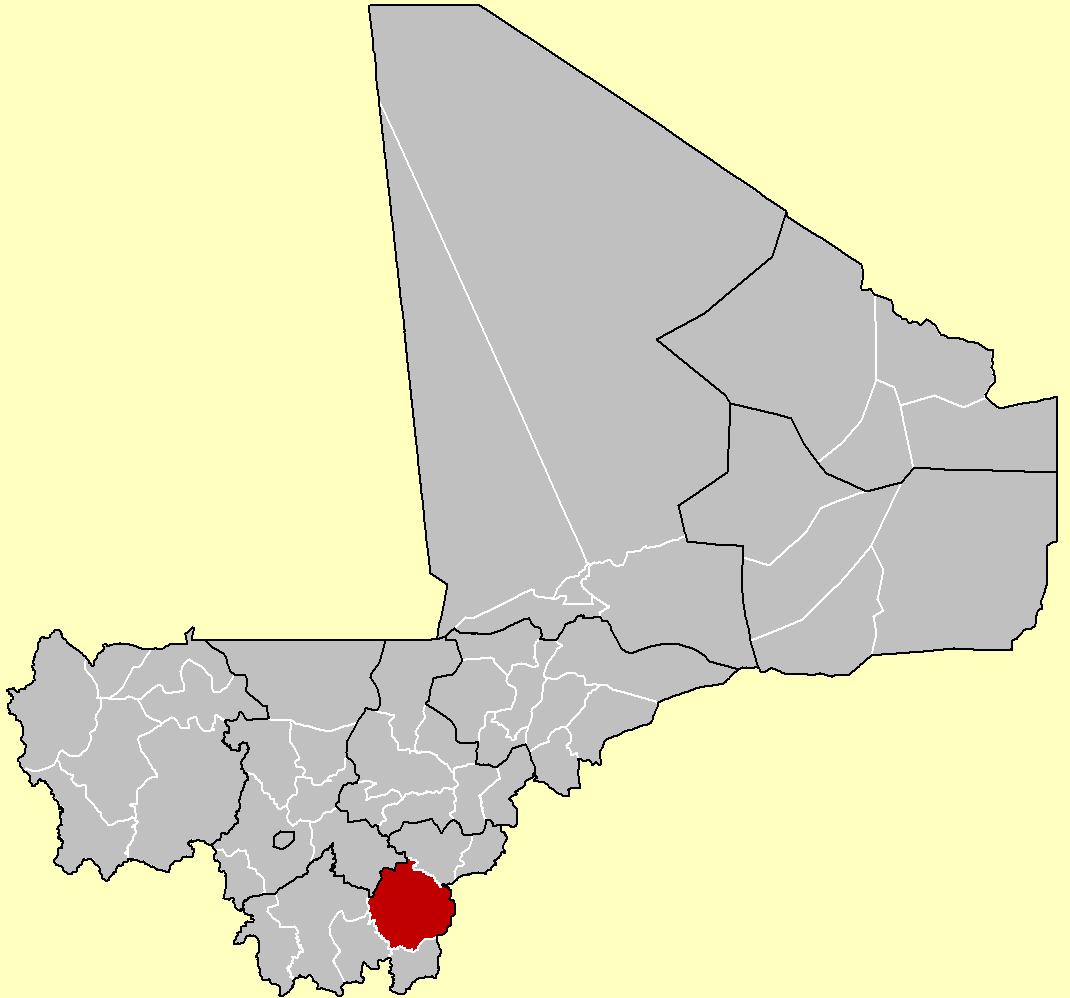
Kreis Sikasso

Sikasso ist der Name eines Kreises (franz. cercle de Sikasso) in der gleichnamigen Region Sikasso in Mali.
Der Kreis teilt sich in 36 Gemeinden, die Einwohnerzahl betrug beim Zensus 2009 725.494 Einwohner.
Gemeinden: Sikasso (Hauptort), Benkadi, Bléndio, Dandérésso, Démbéla, Dialakoro, Diomaténé, Dogoni, Doumanaba, Fama, Farakala, Finkolo, Finkolo Ganadougou, Gongasso, Kabarasso, Kaboïla, Kafouziéla, Kapala, Kapolondougou, Kignan, Kléla, Kofan, Kolokoba, Koumantou, Kouoro, Kourouma, Lobougoula, Miniko, Miria, Missirikoro, Natien, Niéna, Nongo-Souala, N'Tjikouna, Pimpérna, Sanzana, Sokourani-Missirikoro, Tella, Tiankadi, Waténi, Zanférébougou, Zangaradougou, Zaniéna.